# Beta Camelopardalis
Beta Camelopardalis (β Camelopardalis, förkortat Beta Cam, β Cam), som är stjärnans Bayer-beteckning, är en ensam stjärna i den södra delen av stjärnbilden Giraffen. Den har en skenbar magnitud på +4,02, är synlig för blotta ögat där ljusföroreningar ej förekommer och är den ljusaste stjärna i stjärnbilden. Baserat på parallaxmätningar i Hipparcos-uppdraget på 3,7 mas befinner den sig på ca 870 ljusårs avstånd från solen.

## Egenskaper
Beta Camelopardalis är en gul superjättestjärna av spektralklass G1 Ib-IIa. Den har en massa som är ca 6,5 gånger solens massa, en radie som är ca 58 gånger solens radie och avger ca 1 600 gånger mer energi än solen från dess fotosfär vid en effektiv temperatur på ca 5 300 K.
Beta Camelopardalis är en förmörkelsevariabel av Algol-typ med okänd amplitud på sina variationer.
Beta Camelopardalis har två visuella följeslagare: en stjärna av spektralklass A5 av 7:e magnituden med en vinkelseparation på 84 bågsekunder och en stjärna av 12:e magnituden separerad med 15 bågsekunder. Den roterar med en projicerad rotationshastighet på 11,7 km/s, vilket är en ovanligt snabb rotation för en utvecklad stjärna av denna typ. En möjlig förklaring är att det kan ha uppslukat en närliggande jätteplanet, som en het Jupiter.